# Super Mario 128
Super Mario 128 was een concepttitel voor twee ontwikkelprojecten bij de Japanse spelontwikkelaar Nintendo. Deze titel, maar ook de naam Super Mario 64-2, werd begin 1997 gebruikt als opvolger van Super Mario 64 voor de Nintendo 64DD.

## Beschrijving
De Nintendo 64DD kon worden aangesloten aan de onderkant van de Nintendo 64 via een uitbreidingspoort. Doordat de 64DD een commerciële mislukking werd, probeerde men het spelconcept door te ontwikkelen voor de GameCube. Tijdens een beurs in 2000 werden enkele beelden getoond van Super Mario 128.
Ondanks dat het spel nooit het levenslicht zag, werden technische onderdelen van het concept enkele jaren later toegepast in andere spellen, waaronder Pikmin, Metroid Prime en The Legend of Zelda: Twilight Princess.